# Башилівка
Баши́лівка — село в Україні, у Близнюківській селищній громаді Лозівського району Харківської області. Населення становить 364 осіб. До 2020 орган місцевого самоврядування — Башилівська сільська рада.

## Географія
Село Башилівка знаходиться на лівому березі річки Самара, є міст. На протилежному березі річки розташоване село Новоіванівка, за 1,5 км на північний схід знаходиться село Червоне, за 1 км на захід — село Лугове, біля села заросле озеро ~ 22 га.

## Історія
Засноване у 1860 році.
У 1942—1943 роках с. Башилівка неодноразово було місцем боїв між німцями і Червоною Армією. Остаточно німців із села вигнали у ході вересневих боїв 1943 року. Радянські воїни, які загинули в боях із нацистами на території Башилівки в 1942 і 1943 роках, поховані в братській могилі в центрі села. В могилі поховано 60 радянських воїнів, з них відомі прізвища 18. Тут також похований житель села Макар Бурцев, закатований нацистами у 1942 році. Багато жителів села Башилівка брали участь у боях з німцями на фронтах німецько-радянської війни. 152 воїни загинуло.
У 1958 році у селі було встановлено залізобетонну статую Лєніна, виготовлену на Харківській скульптурній фабриці. Демонтовано 5 січня 2015 року небайдужими мешканцями села.
12 червня 2020 року, відповідно до Розпорядження Кабінету Міністрів України № 725-р «Про визначення адміністративних центрів та затвердження територій територіальних громад Харківської області», увійшло до складу Близнюківської селищної громади.
19 липня 2020 року, в результаті адміністративно-територіальної реформи та ліквідації Близнюківського району, увійшло до складу Лозівського району Харківської області.

## Економіка
- В селі раніше була молочно-товарна ферма.
- Приватне сільськогосподарське підприємство «Україна».

## Об'єкти соціальної сфери
- Башилівська загальноосвітня школа I—III ступенів на даний час недіюча.
- Клуб.
- Стадіон.

## Постаті
- Курінний Вячеслав Васильович (* 1980) — військовий хірург, заслужений лікар України, кандидат медичних наук, полковник медичної служби, учасник російсько-української війни.